# Gražvydas Kazakevičius
Gražvydas Kazakevičius (* 22. April 1963 in Žeimelis, Rajongemeinde Pakruojis) ist ein litauischer sozialdemokratischer Politiker, Lehrer und Vizeminister sowie stellvertretender litauischer Bildungs- und Wissenschaftsminister.

## Leben
Nach dem Abitur an der Mittelschule absolvierte Viliūnas 1986 das Diplomstudium der Geschichte an der Vilniaus pedagoginis institutas in Vilnius und wurde Lehrer. Von 1991 bis 2002 leitete er als Direktor die  Mittelschule Žeimelis bei Pakruojis und von 2006 bis 2015 die  Nacionalinės mokyklų vertinimo agentūra (NMVA). Er arbeitete auch in der Verwaltung der Stadtgemeinde Vilnius. Bis 2017 war er stellvertretender Direktor beim Bildungsentwicklungszentrum (Ugdymo plėtotės centras). Seit April 2017 ist Kazakevičius Vizeminister, Stellvertreter der Ministerin Jurgita Petrauskienė im Kabinett Skvernelis.
Kazakevičius ist Mitglied der Lietuvos socialdemokratų partija.